# Garaža
Garaža je zatvoreno spremište za motorna vozila. Naziv „garaža” proizlazi iz francuske riječi garage. Prema osnovnoj funkciji može biti kućna (najčešće za jedno, dva ili manji broj vozila) ili javna (za velik broj vozila). Garaža se od parkirališta (bilo otvorenog ili natkrivenog) razlikuje po tome što je građevina zatvorenog tipa.

## Galerija
- Garaža iz 1919.
- Garaža iz 1938.

## Vanjske poveznice
- (hrv.) Garaža. Hrvatski obiteljski leksikon. Leksikografski zavod Miroslav Krleža. 2008. Inačica izvorne stranice arhivirana 4. ožujka 2016. Pristupljeno 18. ožujka 2011.

Wikimedijski zajednički poslužitelj:
|  | Zajednički poslužitelj ima još gradiva o temi Garaža |